# Pierre Monnet

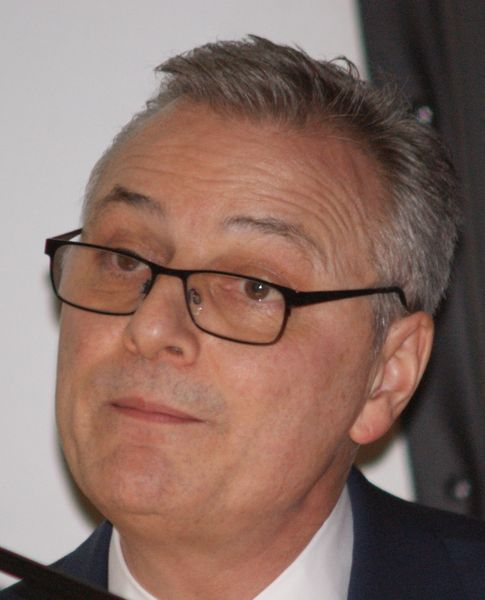
Pierre Monnet, aufgenommen 2019 von Werner Maleczek

Pierre Monnet (* 21. März 1963 in Montreuil) ist ein französischer Mittelalterhistoriker.

## Leben und Wirken
Monnet studierte nach dem Abitur in Paris 1982 Geschichte an der Sorbonne mit dem Lizenziatsabschluss 1984 und 1984 bis 1988 an der École normale superieure. 1987 erwarb er seine Agrégation und 1988 das Diplom an der École des Hautes Études en Sciences Sociales (EHESS) mit einer Arbeit über spätmittelalterliche deutsche Geschichte bei Philippe Braunstein. Von 1988 bis 1990 leistete er seinen Zivildienst beim Institut Français in Frankfurt am Main und 1994 wurde er bei Braunstein an der EHESS über ein Thema der spätmittelalterlichen Stadtgeschichte von Frankfurt promoviert. Auch seine Habilitation 2002 an der Universität Paris I erfolgte mit einer Arbeit über die spätmittelalterlichen Städte im deutschen Reich, deren Kommunikation und diplomatischen Verkehr untereinander.
Im Jahr 1994 wurde er Maître de conférences an der Universität von Burgund und ab 1996 stellvertretender Direktor und 1999 Direktor der Französischen Historischen Mission in Deutschland (Mission Historique Française en Allemagne) in Göttingen am Max-Planck-Institut für Geschichte und dort Referent für mittelalterliche Geschichte. 2003 wurde er Professor für Mittelalterliche Geschichte an der Universität Versailles Saint-Quentin-en-Yvelines. Seit 2005 ist er Directeur d’études an der EHESS (und in der dort von Jacques Le Goff gegründeten Groupe d’Anthropologie Historique de l’Occident Médiéval (Gahom)), war ab 2007 Vizepräsident und 2008 bis 2011 Präsident der Deutsch-Französischen Hochschule Saarbrücken und ist seit 2011 Leiter des Institut Français d’Histoire en Allemagne an der Goethe-Universität Frankfurt am Main.
Er befasst sich mit Stadtgeschichte im deutschen Reich im Spätmittelalter. Er ist Vizepräsident der Société des historiens médiévistes de l’enseignement supérieur und Mitglied der Frankfurter Historischen Kommission.
Er ist seit 2011 Träger des Verdienstordens 1. Klasse der Bundesrepublik Deutschland, Ritter des Ordre des Palmes Académiques (2002) und des Ordre national du Mérite (2006). Ihm wurde für seine Biographie Karl IV. Der europäische Kaiser der Prix Gobert der Académie française für das beste geschichtswissenschaftliche Buch des Jahres und auch der Prix du livre d'histoire de l'Europe 2021 verliehen.

## Schriften (Auswahl)
Monographien
- Karl IV. Der europäische Kaiser. Theiss Verlag, Darmstadt 2021, ISBN 978-3-8062-4271-3.
- Villes d’Allemagne au Moyen Âge (= Les Médiévistes Français. Bd. 4). Picard, Paris 2004, ISBN 2-7084-0716-3.

Herausgeberschaften
- mit Akiyoshi Nishiyama, Olaf Rader, Valérie Rosoux, Jakob Vogel unter der Leitung von Etienne François und Thomas Serrier: Europa. Notre histoire, Les Arènes, Paris 2017, ISBN 978-2-35204-603-5.
- mit Jean-Claude Schmitt: Autobiographies Souveraines (= Publications de la Sorbonne. Histoire Ancienne et Médiévale. Bd. 113). Publications de la Sorbonne, Paris 2012, ISBN 978-2-85944-692-5.
- mit Jean-Claude Schmitt: Vie de Charles IV de Luxembourg (= Les Classiques de l’Histoire au Moyen Âge. Bd. 49). Les Belles Lettres, Paris 2010, ISBN 978-2-251-34060-9.
- mit János M. Bak, Jörg Jarnut, Bernd Schneidmüller: Gebrauch und Missbrauch des Mittelalters, 19.–21. Jahrhundert. = Uses and Abuses of the Middle Ages, 19th–21th Century. = Usages et mésusages du Moyen Âge du XIX au XXI siècle (= Mittelalterstudien. Bd. 17). Wilhelm Fink, München 2009, ISBN 978-3-7705-4701-2.
- mit Julien Loiseau und Yann Potin: Histoire du Monde au XVe siècle. Sous la direction de Patrick Boucheron. Fayard, Paris 2009, ISBN 978-2-213-63549-1.
- mit Natalie Fryde, Otto Gerhard Oexle, Leszek Zygner: Die Deutung der mittelalterlichen Gesellschaft in der Moderne. = L’imaginaire et les conceptions modernes de la société médiévale. = Modern conceptions of medieval. = Wspòłczesna interpretacja średniowiecznego społeczeństwa (= Veröffentlichungen des Max-Planck-Instituts für Geschichte. Bd. 217). Vandenhoeck & Ruprecht, Göttingen 2006, ISBN 3-525-35870-9.
- mit Franz J. Felten und Alain Saint-Denis: Robert Folz (1910–1996). Mittler zwischen Frankreich und Deutschland. Actes du colloque „Idée d’Empire et Royauté au Moyen Âge. Un Regard Franco-Allemand sur l’Œuvre de Robert Folz“, Dijon 2001 (= Geschichtliche Landeskunde. Bd. 60). Franz Steiner, Stuttgart 2007, ISBN 978-3-515-08935-7.
- mit Mathieu Arnoux: Le technicien dans la cité en Europe occidentale, 1250–1650 (= Collections de l’École Française de Rome. Bd. 325). École française de Rome, Rom 2004, ISBN 2-7283-0669-9.
- mit Heinz-Dieter Heimann: Kommunikation mit dem Ich. Signaturen der Selbstzeugnisforschung an europäischen Beispielen des 12. bis 16. Jahrhunderts (= Europa in der Geschichte. Bd. 7). Winkler, Bochum 2004, ISBN 3-89911-008-0.
- mit Hanno Brand und Martial Staub: Memoria, communitas, civitas. Mémoire et conscience urbaines en Occident à la fin du Moyen Âge (= Beihefte der Francia. Bd. 55). Thorbecke, Ostfildern 2003, ISBN 3-7995-7449-2 (online).
- mit Otto Gerhard Oexle: Stadt und Recht im Mittelalter. = La ville et le droit au Moyen Âge (= Veröffentlichungen des Max-Planck-Instituts für Geschichte. Bd. 174). Vandenhoeck & Ruprecht, Göttingen 2003, ISBN 3-525-35170-4.
- mit Dieter Berg und Martin Kintzinger: Auswärtige Politik und internationale Beziehungen im Mittelalter (13. bis 16. Jahrhundert) (= Europa in der Geschichte. Bd. 6). Winkler, Bochum 2002, ISBN 3-930083-59-0.
- mit Natalie Fryde und Otto Gerhard Oexle: Die Gegenwart des Feudalismus. = Présence du féodalisme et présent de la féodalité. = The Presence of Feudalism (= Veröffentlichungen des Max-Planck-Instituts für Geschichte. Bd. 173). Vandenhoeck & Ruprecht, Göttingen 2002, ISBN 3-525-35391-X.